# Roždestveno
Roždestveno (in lingua russa Рождествено) è un villaggio della Russia, sul fiume Oredež, nell'Oblast' di Leningrado.